# Long Barrows von Mossthorn
Die ovalen neolithischen Long Barrows von Mossthorn (auch als Long Cairns bezeichnet, da beide aus einer Stein-Erde-Mischung gebaut sind) liegen südöstlich der Mossthorn Farm, westlich von Penrith in Cumbria im Norden der B5288 (Greystoke Road). Die Straße folgt hier dem Verlauf eines flachen von Nordwesten nach Südosten verlaufenden Tals. Die Barrows liegen am Hang der „Copt Howe Ridge“, einer leichten Erhebung, die sich, wie die Achsen der Long Barrows, etwa südöstlich erstreckt. Sie folgen den Konturen des Landes in gleicher Weise wie viele der Lincolnshire Long Barrows.
Die beiden Long Barrows (englisch non-megalithic monuments) sind noch nicht ausgegraben, enthalten jedoch wie ihre untersuchten Pendants keine steinernen Einbauten. Der Gebrauch von Holz, Kreide oder Torf, um in England Grabräume zu bauen, wurde ähnlich wie die Verbreitung der unmegalithischen und megalithischen Anlagen im Gebiet der Trichterbecherkultur (TBK) durch die Verfügbarkeit der Ressourcen bestimmt.

## Beschreibung
Der südliche Long Barrow scheint besser erhalten und ist etwa 50 m lang und vier Meter hoch. Sein südliches Ende ist grasbedeckt, während das nördliche beständig gepflügt worden zu sein scheint.
Der nördlichen Long Barrow misst etwa 35 m, ist aber weniger als zwei Meter hoch und völlig zugewachsen.
Das Tal führt am nahegelegenen Menhir von Sewborrans vorbei und in Richtung Penrith, nahe dem Fluss Eamont, am Menhir von Skirsgill. Etwa einen Kilometer östlich liegen die Henges von Mayburgh und King Arthur’s Round Table. Es scheint, als wären alle diese Denkmäler irgendwie miteinander verbunden.